# Columba palumbus
Il colombaccio (Columba palumbus Linnaeus, 1758), chiamato anche palombo (o palomba) o palombaccio, è una specie di uccello della famiglia dei Columbidi (Columbidae). È la più grande, più frequente e più diffusa specie di columbidi in Europa.

## Descrizione

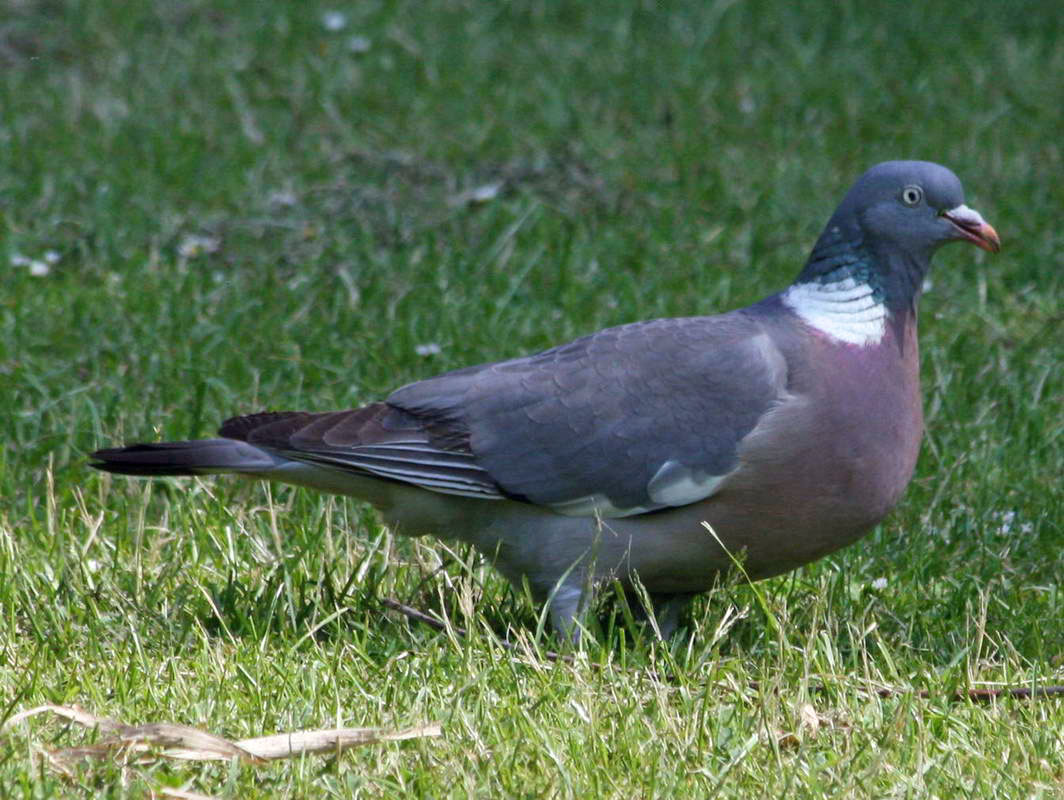
Un colombaccio in Inghilterra

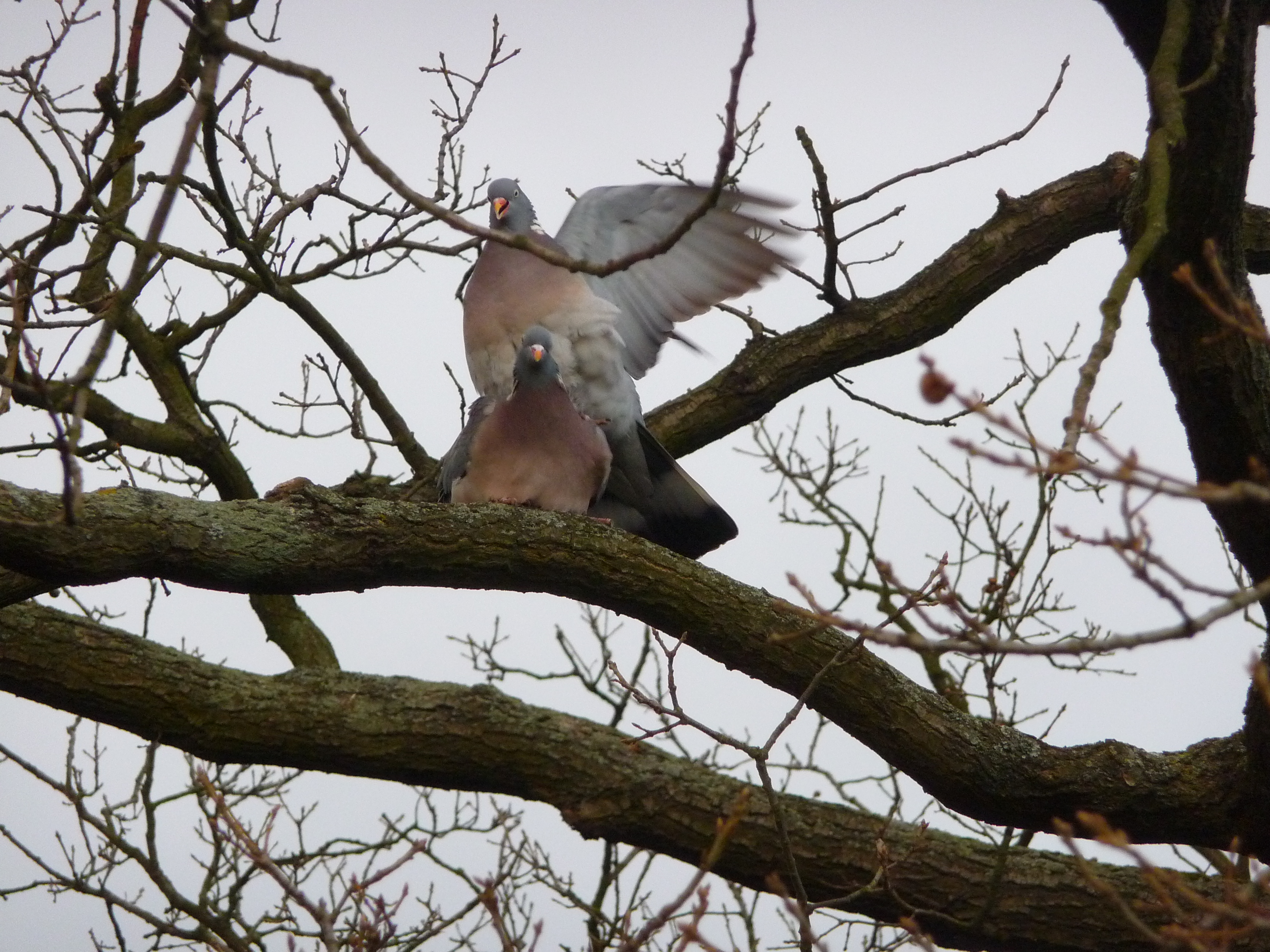
Accoppiamento tra due adulti

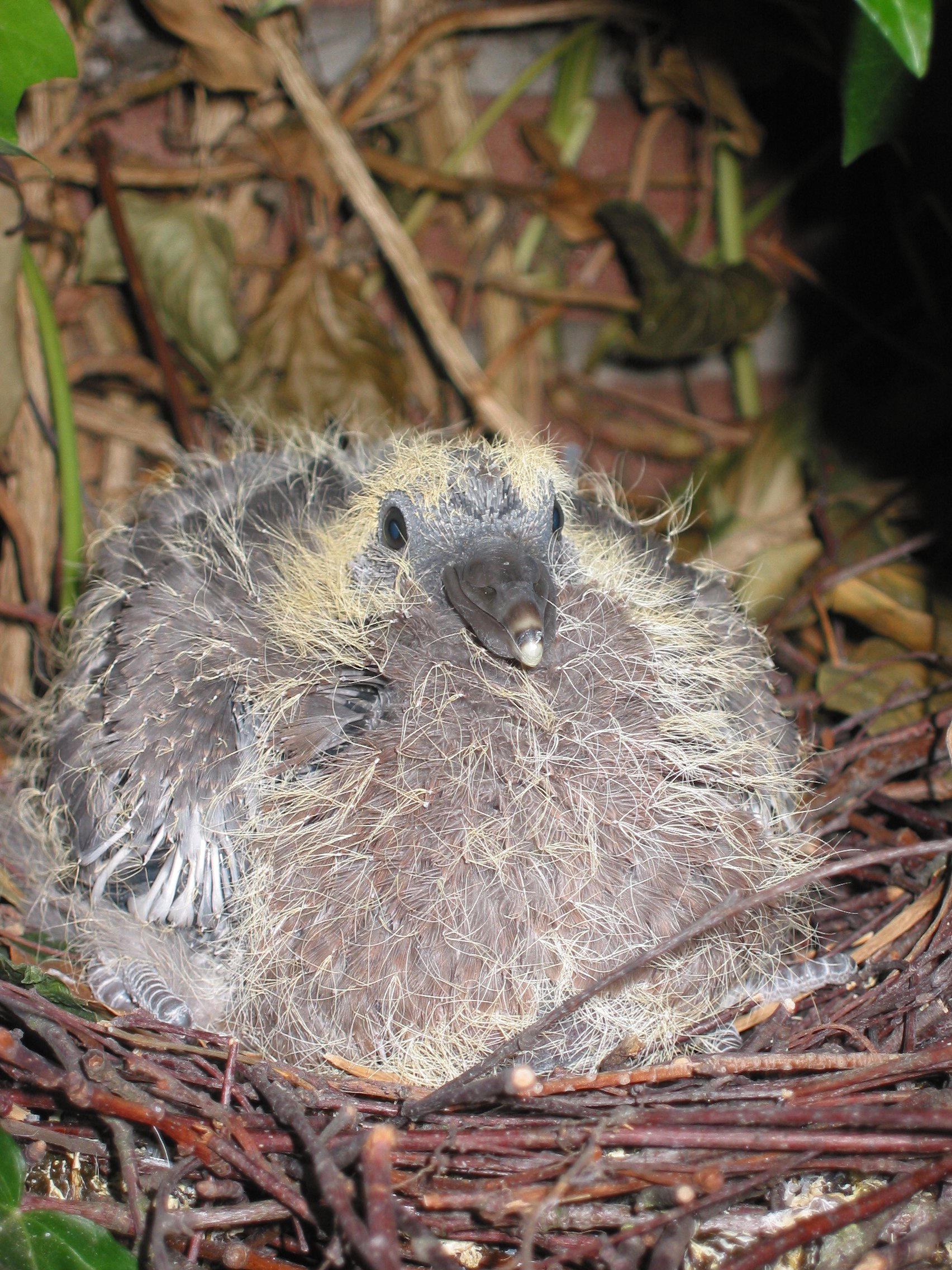
Nidiaceo di colombaccio

Il colombaccio è lungo dai 40 ai 42 cm e, perciò, sostanzialmente più grande del piccione (Columba livia). La sua apertura alare va dai 75 agli 80 cm e può pesare dai 460 ai 570 grammi. I sessi si assomigliano: la testa e la schiena sono bluastri, la coda e la punta delle ali scure. Il petto è di un colore rosa-grigio un po' più chiaro. Una caratteristica tipica sono le macchie bianche sul collo, che tuttavia non formano un anello. Il collo ha una colorazione verdastra. Durante il volo, sulla parte superiore delle ali, si possono riconoscere delle fasce trasversali bianche che sono il principale segno di riconoscimento dalle specie simili (piccione comune e colombella) e vengono chiamati specchietti.

## Distribuzione e habitat
Lo spazio vitale dei colombacci sono le foreste di tutti i tipi, soprattutto le foreste di margine, ma anche i giardini e i parchi cittadini. Sono diffusi in Medio oriente e tutta Europa, a parte nel nord della Scandinavia e in Islanda, dalla zona del Mar Nero fino alle regioni settentrionali della Tunisia,dell'Algeria e del Marocco.

## Biologia
Nonostante la corporatura un po' rotonda, il volo è veloce, diretto e soprattutto consente al colombaccio di cambiare senza esitazione direzione e di fuggire repentinamente in caso di necessità. Quando spicca il volo produce un rumore avvertibile. Si sposta in stormi numerosi alla ricerca di cibo, senza disperdersi ogni volta che si esaurisce un'area di pascolo.

### Voce
Il richiamo è un tubìo molto caratteristico, costituito da 5 sillabe, di cui le ultime 2 leggermente separate dalle prime tre, e con l'accento sulla seconda; si potrebbe trascrivere come "du-dùùùù-du... du-du".

Facilmente confondibile con il richiamo della tortora dal collare orientale per l'intonazione e per l'accento sulla seconda sillaba, se ne distingue tuttavia perché ha cinque sillabe anziché tre e per il timbro più "vibrante". 
Il tono sale di intensità dalla prima alla seconda sillaba, la più acuta, per scendere progressivamente fino all'ultima, che è la più grave (nella tortora dal collare la sillaba più acuta è invece la prima). Questa strofa viene ripetuta senza sosta dalle tre alle cinque volte.

### Alimentazione
I colombacci si nutrono di semi, bacche, pomi, radici e talvolta piccoli invertebrati. In autunno e in inverno mangiano soprattutto i frutti dei faggi e le ghiande delle querce.

### Nidificazione

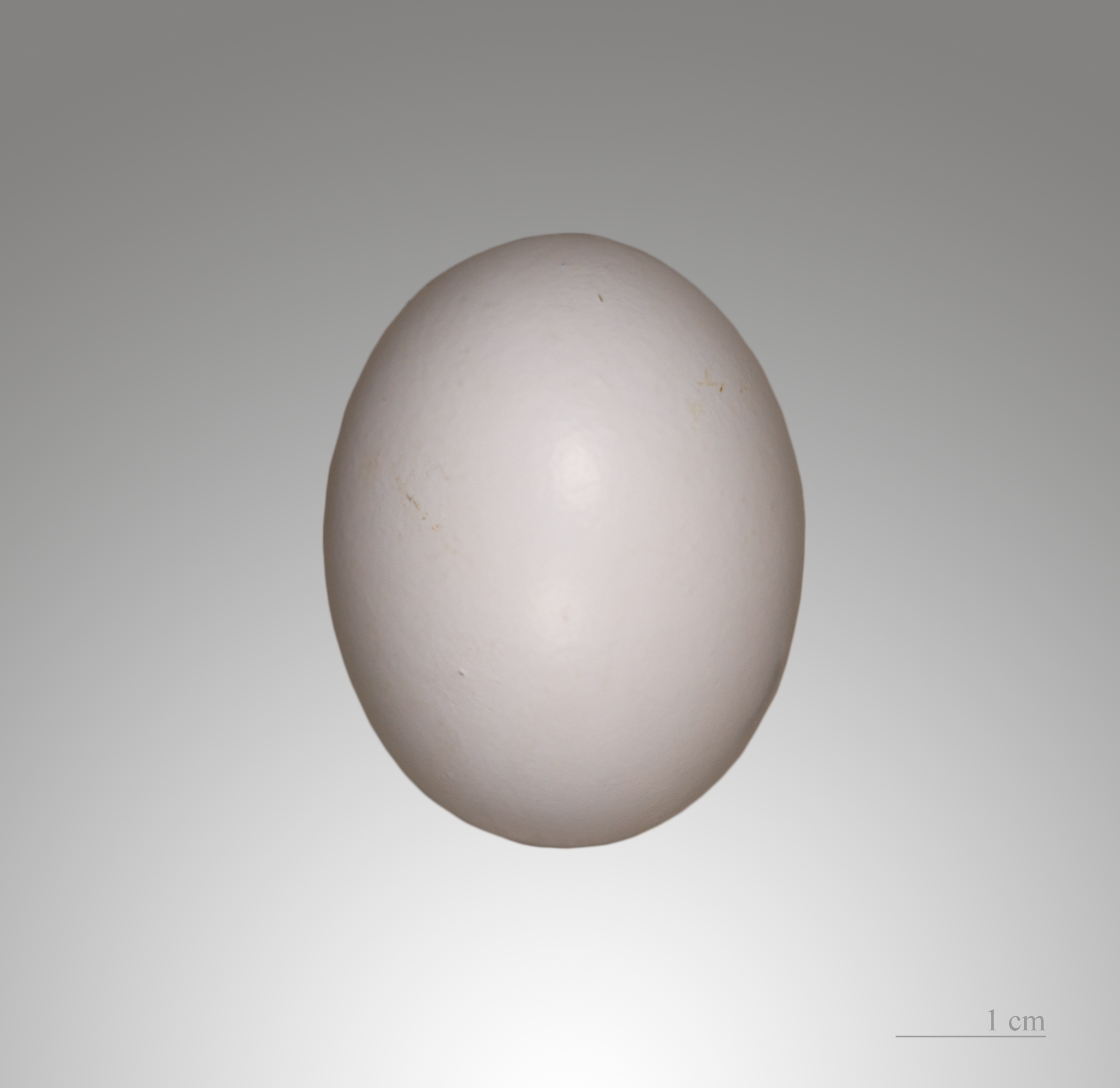
Uovo di colombaccio

Il nido è composto soltanto da paglia e rami e viene costruiti perlopiù in alto tra gli alberi. Depongono 1 o 2 uova una o due volte all'anno tra marzo e novembre, con notevoli variazioni da regione a regione. I piccoli bucano il guscio dopo 17 giorni e vengono nutriti in prevalenza con il pastone, comunemente chiamato latte di piccione, che i genitori rigurgitano dal becco. I piccoli abbandonano il nido dopo circa 3- 5 settimane.

### Spostamenti
Il colombaccio abbandona le regioni più settentrionali d'autunno per poi ritornarvi in primavera. Al contrario è stanziale nell'Europa centrale e meridionale. In questi ultimi anni, delle significative popolazioni si sono stanzializzate anche in Italia, tuttora in aumento progressivo.

### Possibili confusioni con specie affini
È possibile confonderlo con: 
- il piccione dal quale si differenzia per:
  - la presenza di una macchia bianca su ciascun lato del collo,
  - la presenza di bande trasversali sulla parte superiore delle ali, ben visibili in volo dall'alto,
  - il becco rosso e giallo,
  - l'assenza del groppone bianco,
  - le dimensioni leggermente superiori;
- la colombella dalla quale si differenzia per:
  - l'assenza di due barre scure sulle ali,
  - la presenza delle due barre bianche,
  - le macchie bianche intorno al collo,

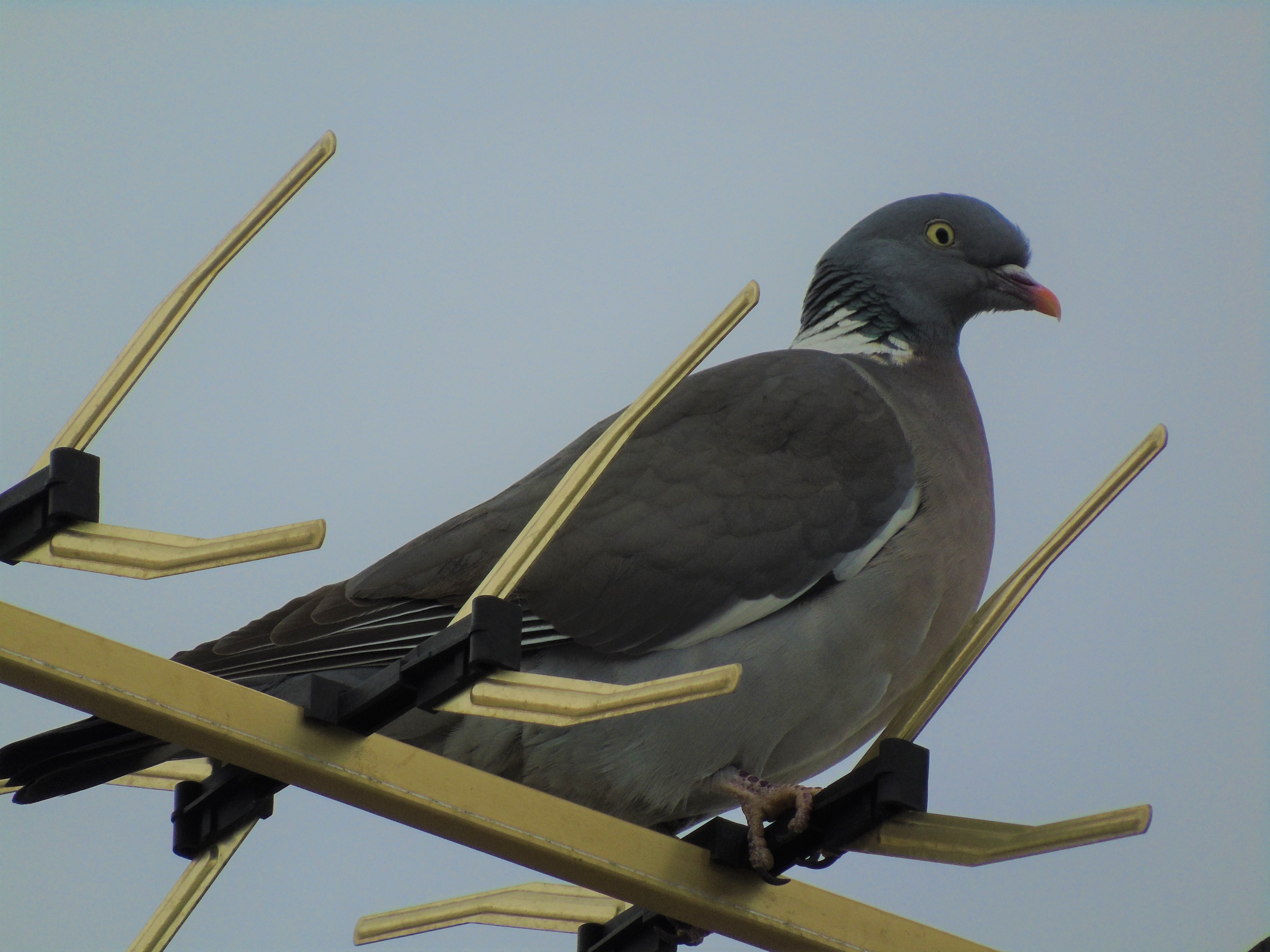
Colombaccio in contesto urbano, posato su antenna, in Italia (Basilicata)

  - le dimensioni maggiori.

### Relazioni con l'uomo
Il colombaccio non è molto amato dagli agricoltori, in quanto grossi stormi, talvolta, si abbattono su coltivazioni cerealicole, di leguminose o di trifoglio, provocando grossi danni. 
Si è ben adattato alle città, tanto da essere un assiduo frequentatore dei parchi, anche se è molto più timido del piccione; il suo habitat principale, tuttavia, rimane la campagna, dove è molto presente.
È oggetto di caccia ed è molto ricercato per il sapore delle carni, molto apprezzate in cucina, con la quale si possono preparare diverse ricette. A base di colombaccio si può preparare lo spezzatino o il ragù, anche se può essere più semplicemente cucinato in umido o ripieno.

## Tassonomia
Sono note le seguenti sottospecie:
- Columba palumbus palumbus Linnaeus, 1758
- Columba palumbus maderensis Tschusi, 1904 †
- Columba palumbus azorica Hartert, 1905
- Columba palumbus iranica (Zarudny, 1910)
- Columba palumbus casiotis (Bonaparte, 1854)

## Conservazione
È molto diffuso, ma comunque esposto a rischi come il disboscamento ed il deterioramento ambientale.